# Arroyomolinos de León
Arroyomolinos de León é um município da Espanha na província de Huelva, comunidade autónoma da Andaluzia, de área 87 km² com população de 1042 habitantes (2007) e densidade populacional de 11,98 hab./km².

## Demografia
| Variação demográfica do município entre 1991 e 2004 | Variação demográfica do município entre 1991 e 2004 | Variação demográfica do município entre 1991 e 2004 | Variação demográfica do município entre 1991 e 2004 |
| --------------------------------------------------- | --------------------------------------------------- | --------------------------------------------------- | --------------------------------------------------- |
| 1991                                                | 1996                                                | 2001                                                | 2004                                                |
| 1242                                                | 1168                                                | 1114                                                | 1105                                                |